# Pelargoderus flavicornis
Pelargoderus flavicornis là một loài bọ cánh cứng trong họ Cerambycidae.